# Selen heksasulfid
Selen heksasulfid je hemijsko jedinjenje sa formulom Se2S6. Njegova molekularna struktura se sastoji od prstena sa dva atoma selena i šest atoma sumpora, analogno S8 alotropu sumpora (ciklooktasumporu) i drugim selenskim sulfidima sa formulom SenS8-n.
Postoji nekoliko izomera koji se razlikuju po relativnim pozicijama atoma selena u prstenu: 1,2 (sa dva susedna Se atoma), 1,3, 1,4, i 1,5 (sa Se atomima na suprotnim stranama). Selen heksasulfid je oksidacioni agens. 
1,2 izomer se može pripremiti reakcijom hlorosulfana i dihlorodiselana sa kalijum jodidom u ugljen disulfidu. Ova reakcija takođe proizvodi ciklooktaselen Se8 i sve druge osmočlane ciklične sulfide selena, izuzev SeS7, i nekoliko šestočlanih i sedmočlanih prstenova.